# 吊り物

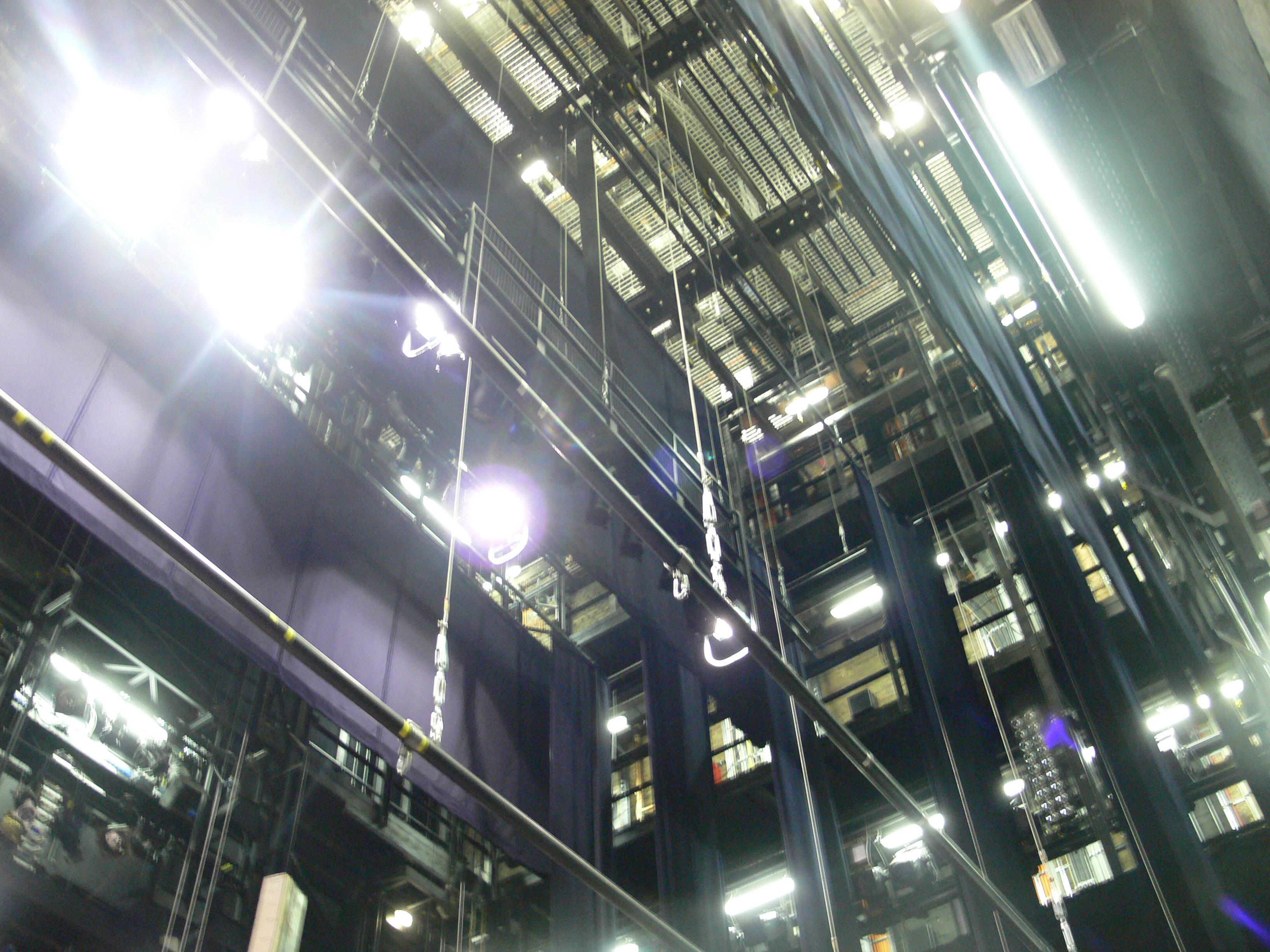

吊り物（つりもの）は、舞台上部に設置されている美術バトンなどに吊り込む(飾る)舞台美術のセット、幕類、看板などの総称。
吊りたい場所にバトンが設置されていない場合は、付近の舞台照明用のサスバトンや、反響板の天井部分、もしくは舞台上部の｢すのこ｣からロープ・ワイヤーなどで仮設して吊ることにより対応している。
なお、反響板、舞台照明器具や音響機器(スピーカーなど)は、美術バトンに吊られていてもそれぞれの固有名称で呼ぶことが多い。